# Жаблекова лаваница
Жаблековата лаваница (Alisma plantago-aquatica) е вид растение от семейство Лаваницови (Alismataceae). Видът е незастрашен от изчезване.

## Разпространение
Разпространен е в Афганистан, Албания, Алжир, Андора, Австрия, Белгия, Босна и Херцеговина, България, Бурунди, Китай, Демократична република Конго, Хърватия, Чехия, Дания, Египет, Еритрея, Естония, Етиопия, Финландия, Франция, Германия, Гибралтар, Гърция, Унгария, Индия, Иран, Ирак, Ирландия, Остров Ман, Италия, Япония, Джърси, Северна Корея, Латвия, Лихтенщайн, Литва, Люксембург, Северна Македония, Малта, Монголия, Черна гора, Мароко, Мианмар, Непал, Холандия, Норвегия, Пакистан, Полша, Португалия, Румъния, Русия, Руанда, Сърбия, Словакия Словения, Испания, Судан, Швеция, Швейцария, Тайланд, Турция, Украйна, Великобритания и Виетнам.